# Малофеенко, Павел Алексеевич
Павел Алексеевич Малафеенко (укр. Павло Олексійович Малафеєнко, позывной — Художник; 24 октября 1997, Ивановка — 30 января 2023, Водяное) — украинский военнослужащий, старший матрос, участник российско-украинской войны. Герой Украины (2024, посмертно).

## Биография
Родился 24 октября 1997 года в селе Ивановка Одесской области. В 2017 году окончил Березовское высшее профессиональное училище по специальности повар-кондитер и работал по профессии в Одессе. Увлекался спортом и игрой на гитаре.
С началом российского вторжения в Украину в 2022 году вступил в ряды Военно-морских сил Украины. Служил боевым медиком в миномётном взводе роты огневой поддержки 36-й отдельной бригады морской пехоты имени контр-адмирала Михаила Белинского. Участвовал в обороне города Одессы и прибрежных территорий.
30 января 2023 года во время выполнения боевого задания в районе населённого пункта Водяное Покровского района Донецкой области попал под мощный артиллерийский обстрел и получил смертельные ранения. Похоронен в родном селе Ивановка.

## Награды
- Звание «Герой Украины» с удостоением ордена «Золотая Звезда» (23 мая 2024, посмертно) — за личное мужество и героизм, проявленные в защите государственного суверенитета и территориальной целостности Украины, верность военной присяге[2].